# Muréna
Muréna je rod ryb z čeledi murénovitých, které jsou typické tvarem těla připomínajícím hada.

## Druhy
- muréna přívěskatá (Muraena appendiculata Guichenot, 1848)
- muréna argus (Muraena argus Steindachner, 1870)
- muréna tajemná (Muraena australiae Richardson, 1848)
- muréna klamavá (Muraena clepsydra Gilbert, 1898)
- muréna obecná (Muraena helena Linnaeus, 1758)
- muréna obrovská (Gymnothorax javanicus Bleeker, 1859)
- Muraena insularum Jordan & Davis, 1891.
- muréna váhavá (Muraena lentiginosa Jenyns, 1842)
- muréna dlouhoocasá (Muraena longicauda Peters, 1877)
- muréna černoskvrnná (Muraena melanotis Kaup, 1860)
- muréna paví (Muraena pavonina Richardson, 1845)
- muréna jihokarolínská (Muraena retifera Goode & Bean, 1882)
- muréna mohutná (Muraena robusta Osório, 1911)
- muréna kýlnatá (Muraena tesselata Richardson, 1845)
- muréna zelenavá (Gymnothorax funebris Ranzani, 1840)